# إميليو سالا
إميليو سالا (بالإسبانية: Emilio Sala Francés) هو رسام إسباني، ولد في 20 يناير 1850 في ألكوي في إسبانيا، وتوفي في 14 أبريل 1910 في مدريد في إسبانيا.

## معرض صور

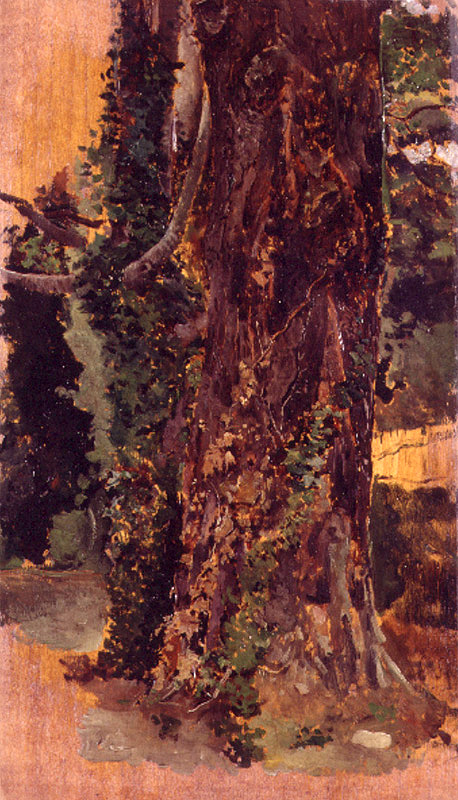
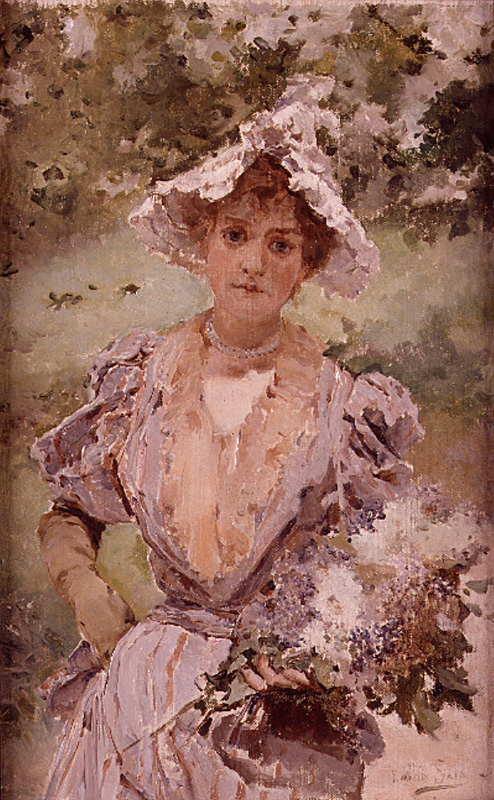
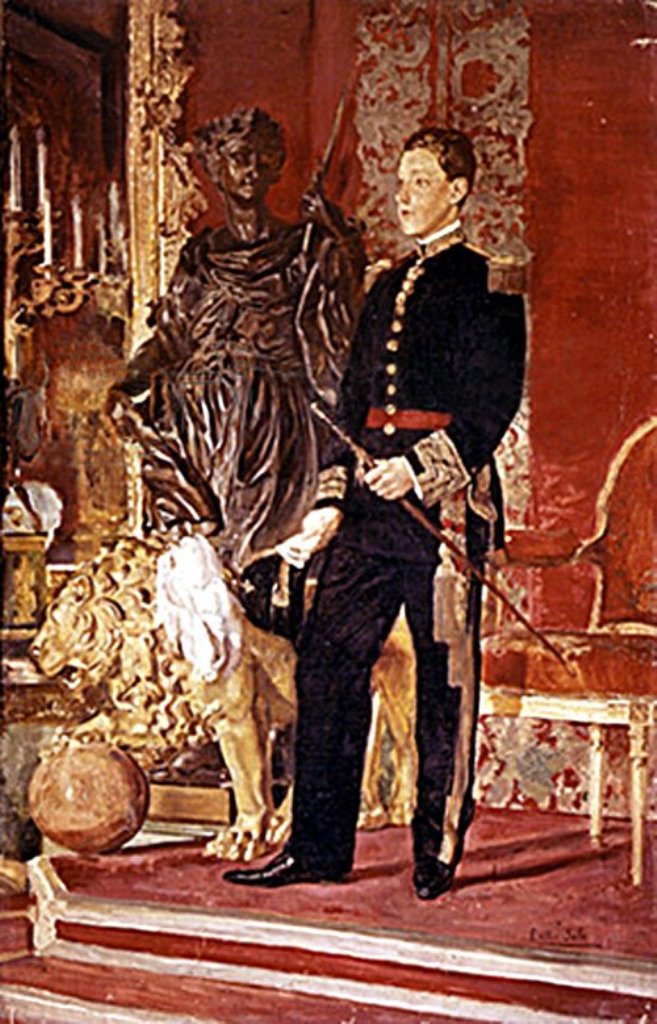
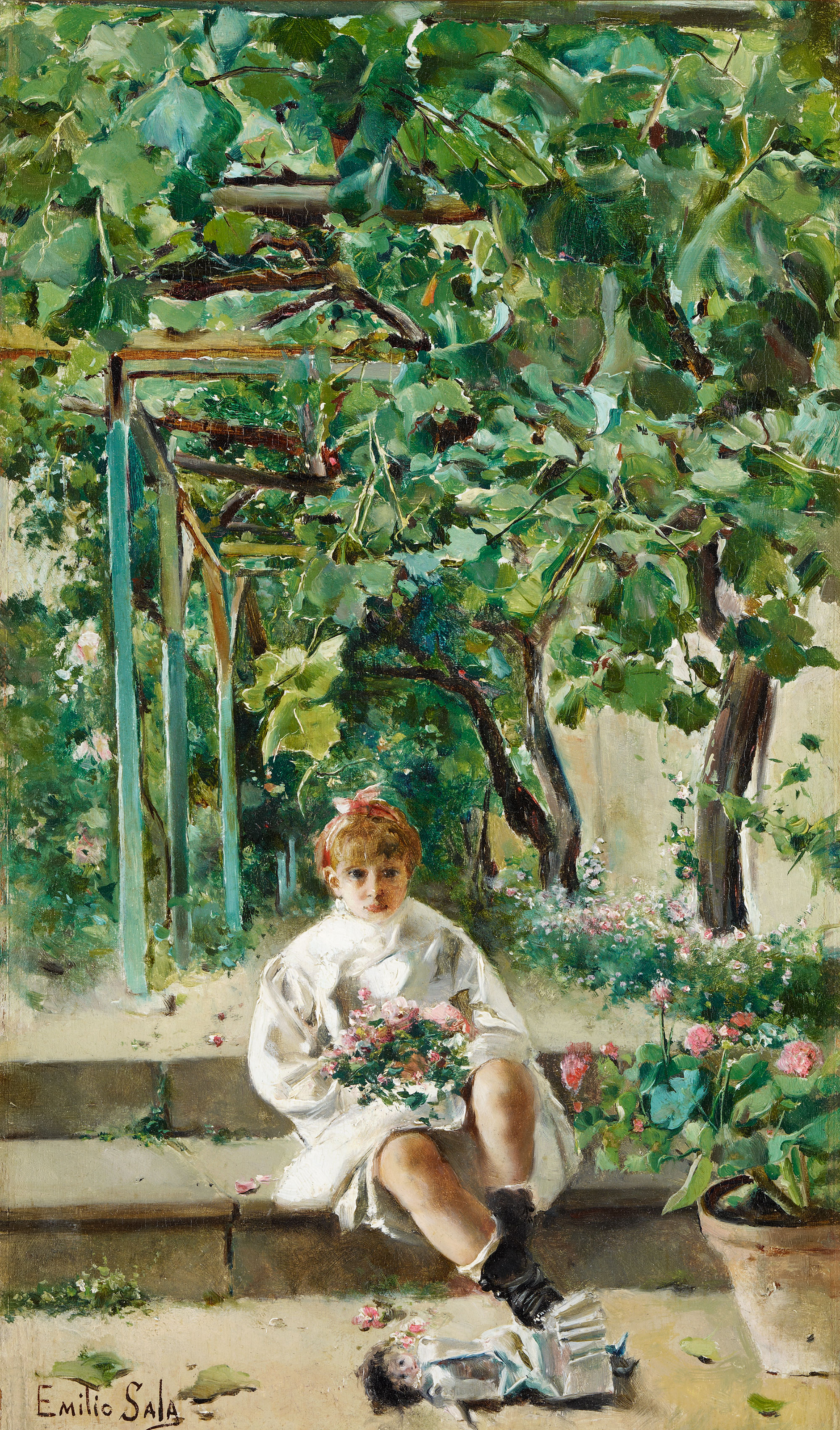